# 圣鲁普雷希特-法尔肯多夫
圣鲁普雷希特-法尔肯多夫是奥地利施蒂利亚州穆劳县的一个市镇。总面积17.64平方公里，总人口518人，人口密度29.4人/平方公里（2005年）。